# Габтали (подокруг)
Габтали (бенг. গাবতলী, англ. Gabtali) — подокруг на севере Бангладеш. Входит в состав округа Богра. Образован в 1914 году. Административный центр — город Габтали. Площадь подокруга — 239,60 км². По данным переписи 1991 года численность населения подокруга составляла 265 926 человек. Плотность населения равнялась 1110 чел. на 1 км². Уровень грамотности населения составлял 24,3 %. Религиозный состав: мусульмане — 93,03 %, индуисты — 6,93 %, прочие — 0,04 %.